# Zaina Erhaim
Zaina Erhaim es una periodista siria, actualmente residiendo en Turquía. Trabaja en prensa, televisión y cine,  ha informado de la guerra civil siria desde dentro Siria. Erhaim es especialista en medios de comunicación del Institute for War and Peace Reporting (IWPR) y como tal ha entrenado a centenares de personas mientras estaban en Siria para ser reporteros ciudadanos, con una notable y amplia proporción de mujeres.
Erhaim ha recibido los premios Peter Mackler al Periodismo Valiente y Ético y el Index on Censorship al Periodismo y la Libertad de Expresión. Ha colaborado con The Economist, The Guardian, Newsweek, Middle East Eye, Orient TV, Al-Hayat y Syria-News.

## Biografía
Erhaim nació en Idlib en el noroeste de  Siria. Se educó en Damasco y finalizó el grado de Máster en periodismo internacional en Londres en 2011 cuando comenzó la guerra civil siria. Erhaim pasó un año o dos como periodista con BBC Arabic Television antes de regresar a Alepo en 2013 para informar de la situación allí.  Alepo es la ciudad más golpeada en la guerra civil, desde que empezó la Batalla de Aleppo en 2012 ha sido dividida entre el oeste controlado por el gobierno y el este ocupado por los rebeldes. Informando desde dentro de Siria, Erhaim ha colaborado con The Economist, The Guardian, Newsweek, Middle East Eye, Orient TV, Al-Hayat y Siria-News. Como coordinadora del proyecto Siria del Institute for War and Peace Reporting (IWPR), Erhaim también entrenó a centenares de reporteros ciudadanos en prensa y televisión dentro de Siria, incluyendo de manera notable a muchas mujeres, para informar "con independencia y exactitud" sobre la guerra civil. Ayudó a surgir a muchos revistas y diarios independientes emergentes en Siria. Huyó de Siria en 2015 y continuó trabajando en el proyecto Siria del IWPR, ahora en Turquía.
En 2015 se proyectaron por primera vez una serie de cortometrajes documentales, Syria's Rebellious Woman (Las Mujeres Rebeldes de Siria), dirigidos por Erhaim. Las películas fueron hechas en un periodo de 18 meses en la zona ocupada por los rebeldes en Aleppo. Cuentan las historias individuales de un grupo diverso de mujeres y los desafíos que enfrentan por parte de la fuerza aérea del gobierno de Assad, las tradiciones conservadoras de una sociedad de dominación masculina, y el Estado Islámico.
En septiembre de 2016, a su llegada de visita al Reino Unido, a Erhaim le confiscaron el pasaporte los oficiales de frontera a petición del gobierno sirio, que lo había denunciado como robado. La visita era  para dar una charla con Kate Adie sobre "cómo y por qué los reporteros se arriesgan para conseguir acercarse a la acción, y el rol vital de las mujeres para sacara la verdad a la luz verdad para encender" en el festival literario Write on Kew .

## Premios
- Chevening Scholarship, Chevening Awards, Foreign and Commonwealth Office, London.[23]
- 2015: Peter Mackler Award for Courageous and Ethical Journalism, Global Media Forum (Reporters Without Borders) and Agence France-Presse, National Press Club, Washington D. C.
- 2016: Freedom of Expression Journalism Award, Index on Censorship[24]

## Documental
- Syria's Rebellious Women (IWPR, 2015). Directed by Erhaim.